# Карагандинская детская железная дорога
Карагандинская детская железная дорога — узкоколейная железнодорожная линия в Караганде на территории Центрального парка (парке имени 30-летия ВЛКСМ). С 2022 года снова обслуживается детьми.
Колея железной дороги — 750 мм. Протяжённость — 4,5 км
Подвижной состав представлен тепловозом ТУ2-111 и 3 вагонами ПВ40.

## История
Детская железная дорога была построена летом 1956 года и была опробована в День шахтёра, официальное открытие состоялось 1 мая 1957 года.
Первоначально протяжённость дороги составляла 1800 метров и действовали две станции: Комсомольская (сейчас Арман), где находилось управление дороги, и Пионерская.
В 1980-х годах был построен новый участок в виде петли южнее станции «Пионерская» и открыта новая станция возле зоопарка.
Детская железная дорога работала в качестве учебно-воспитательного учреждения до конца сезона 2001 года. Осенью 2001 года она была снята с баланса национальной железнодорожной компании «Қазақстан темір жолы» и законсервирована.
В 2004 году, в честь столетия железных дорог Казахстана, детская железная дорога возобновила работу в качестве аттракциона.
В 2006 году движение вновь было прекращено. В 2007 была проведена реконструкция с целью возобновления движения. 1 мая 2008 года детская железная дорога возобновила свою работу.
В 2022 году Управлением Парками Культуры и Отдыха была проведена реконструкция Детской железной дороги и обновление локомотива. Впервые за существование передвижного состава был заменён двигатель, а также зачищена вся старая краска с поезда. На железнодорожных путях обновили порядка 100 шпал, а также заасфальтировали перрон. 1 июня 2022 года с платформы 9 ¾ отправился в свой первый рейс карагандинский «Хогвартс-экспресс», так как вся  платформа тематически оформлена в стиле Гарри Поттера.
Идея была на поверхности – объединить любовь карагандинцев к детской железной дороге и близкую многим поколениям поттериану. Это история о сохранении наследия – в новой ипостаси.
Над проектом детской железной дороги работали сотрудники ДЖД во главе с начальником машинистом Виктором Луценко. К оформлению приложила свою фантазию и творчество художник управления парками Марина Зворыгина.
С весны 2022 года на детской железной дороге возобновилось обучение детей основам железнодорожной профессии.

### Подвижной состав
Подвижной состав много раз менялся. С начала функционирования единственным локомотивом был паровоз. В начале 1960-х он был заменён на тепловоз ТУ2-115. В начале 1970-х годов парк подвижного состава пополнился тепловозом ТУ2-037. В конце 1980-х годов железная дорога получила тепловоз ТУ2-111, ранее принадлежавший Кустанайской ДЖД, который и эксплуатируется до сих пор.

## Галерея

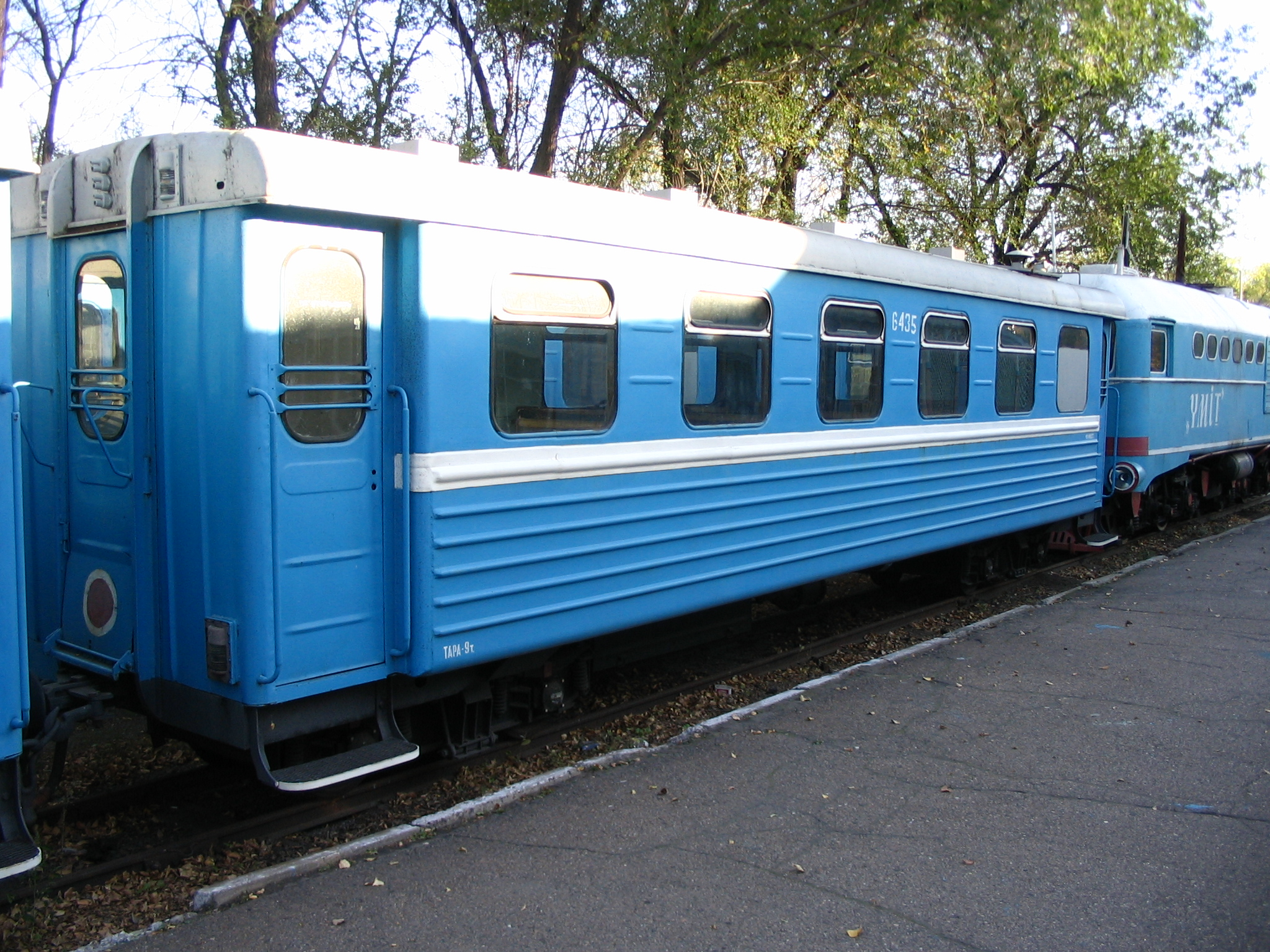
Вагон ПВ40, сцепленный с тепловозом ТУ2-111 с именем «Үміт»
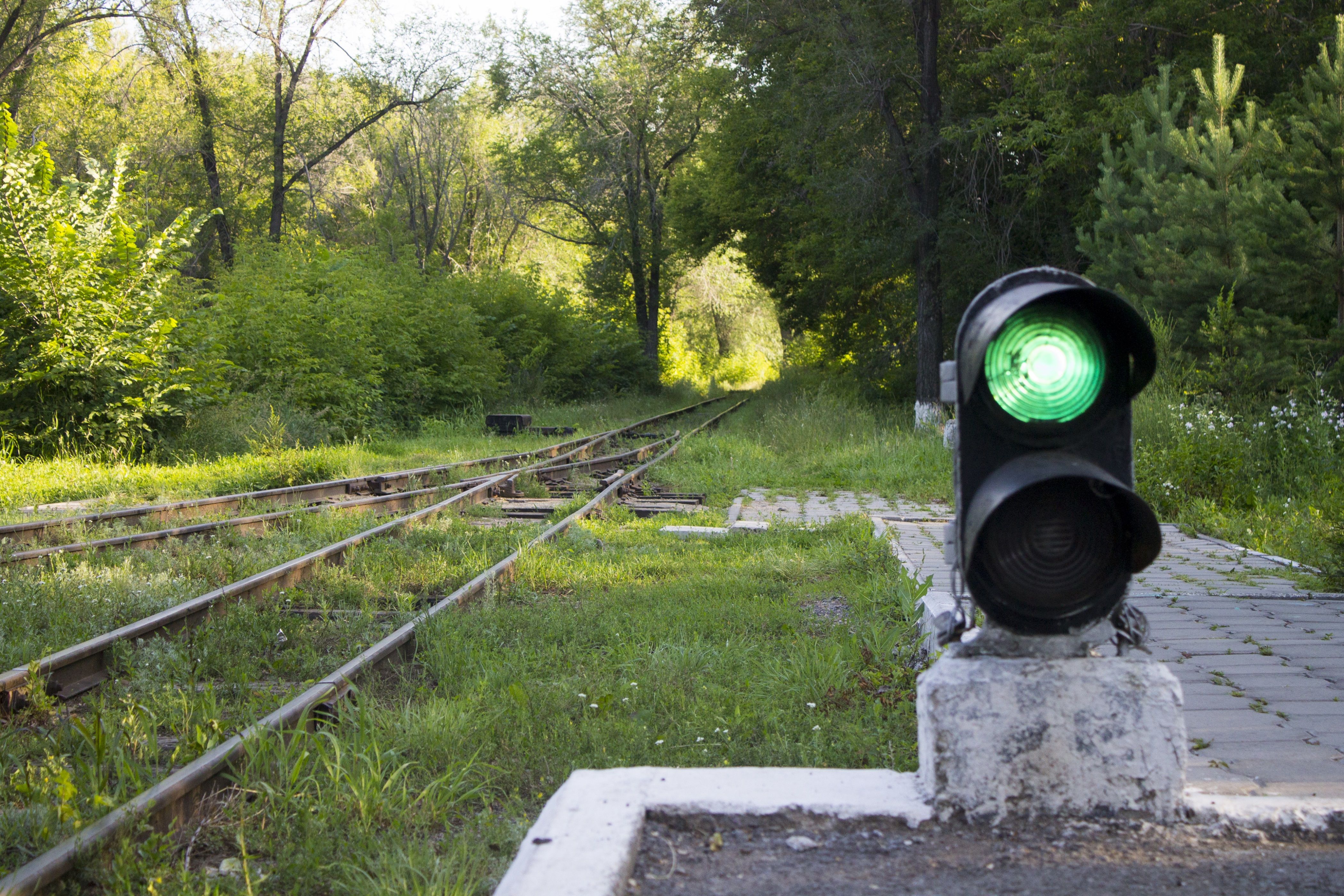
Пути и зелёный сигнал светофора на Детской железной дороге в Караганде
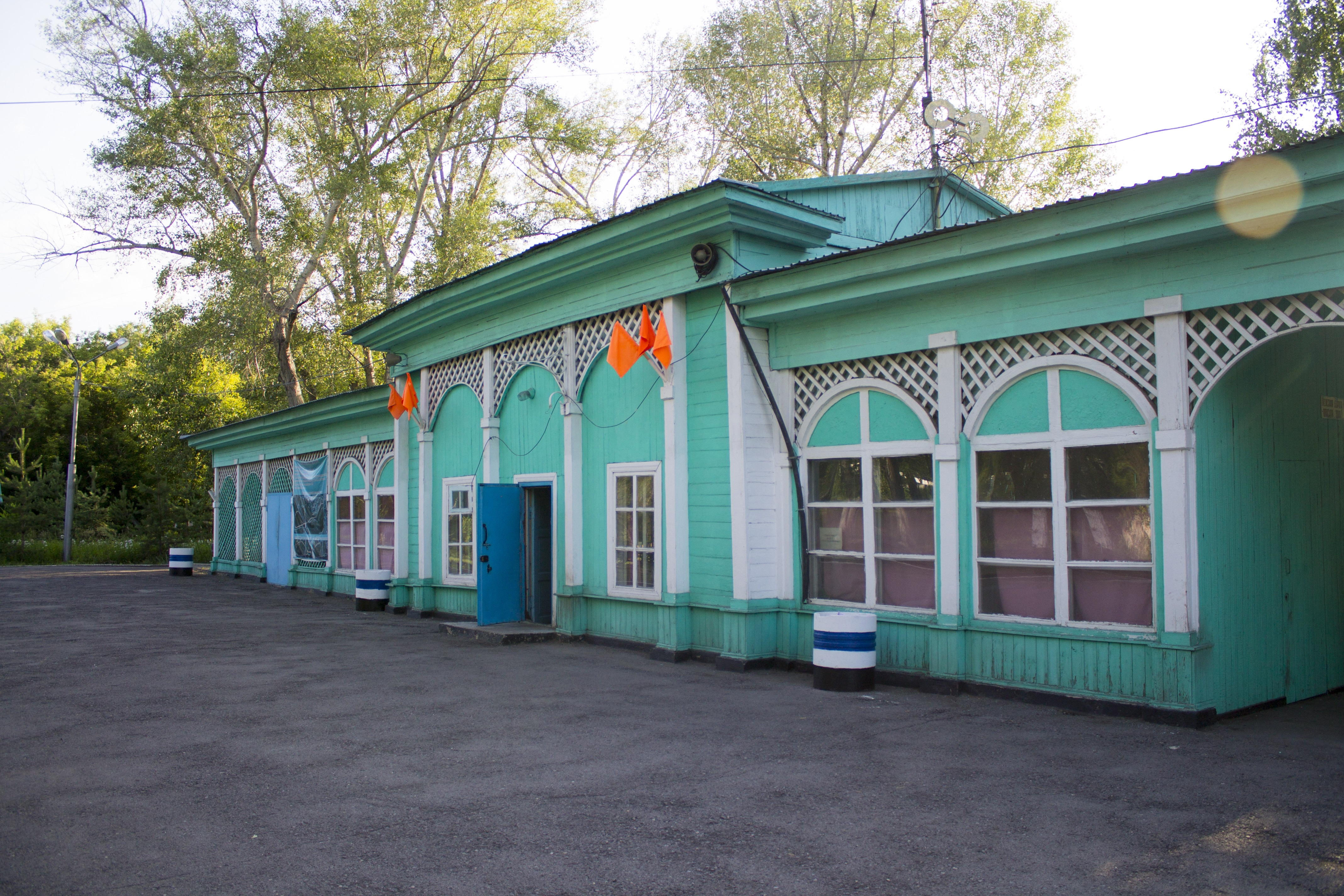
Здание ДЖД в Караганде в 2016 году
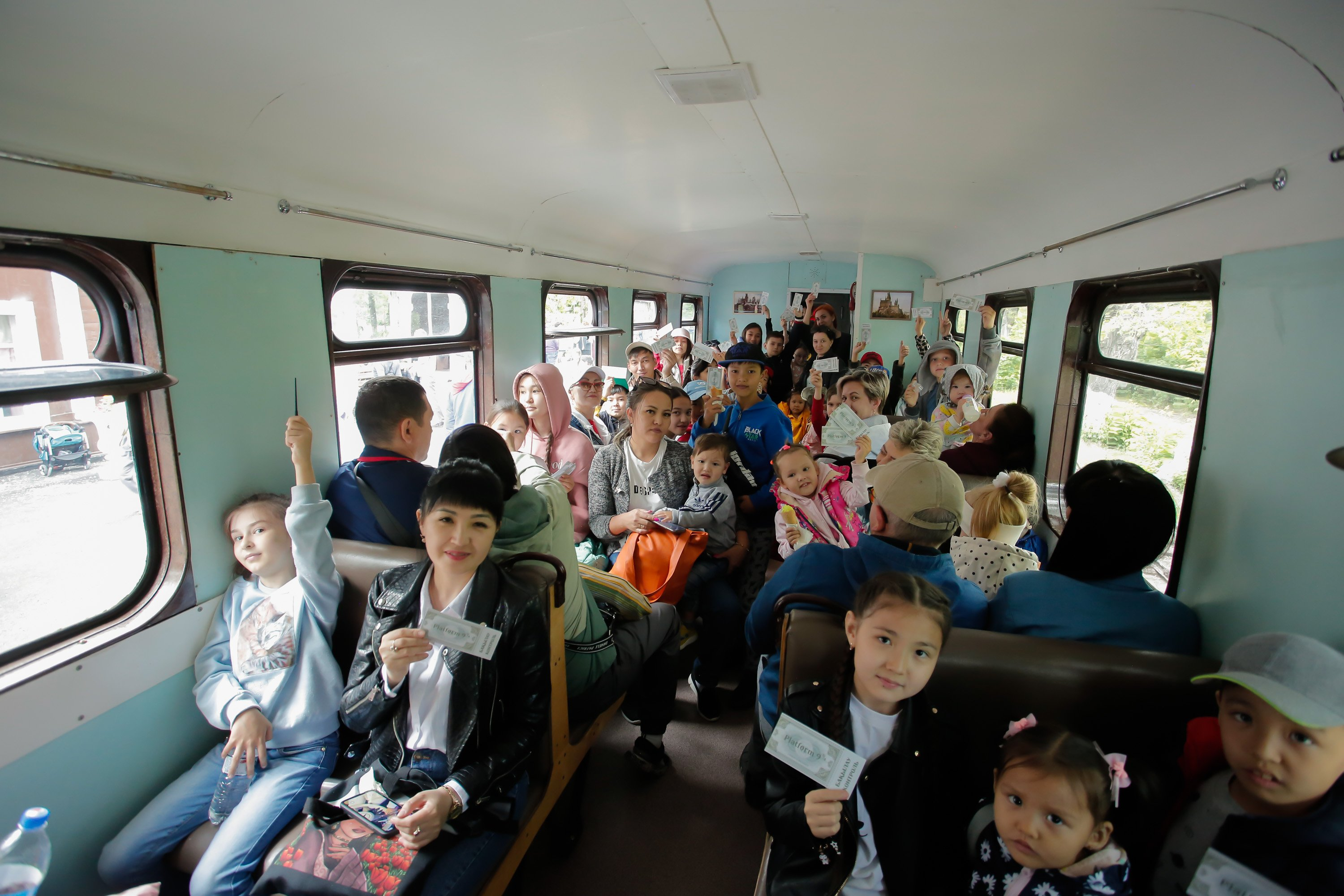
Первый рейс карагандинского «Хогвартс-экспресса».
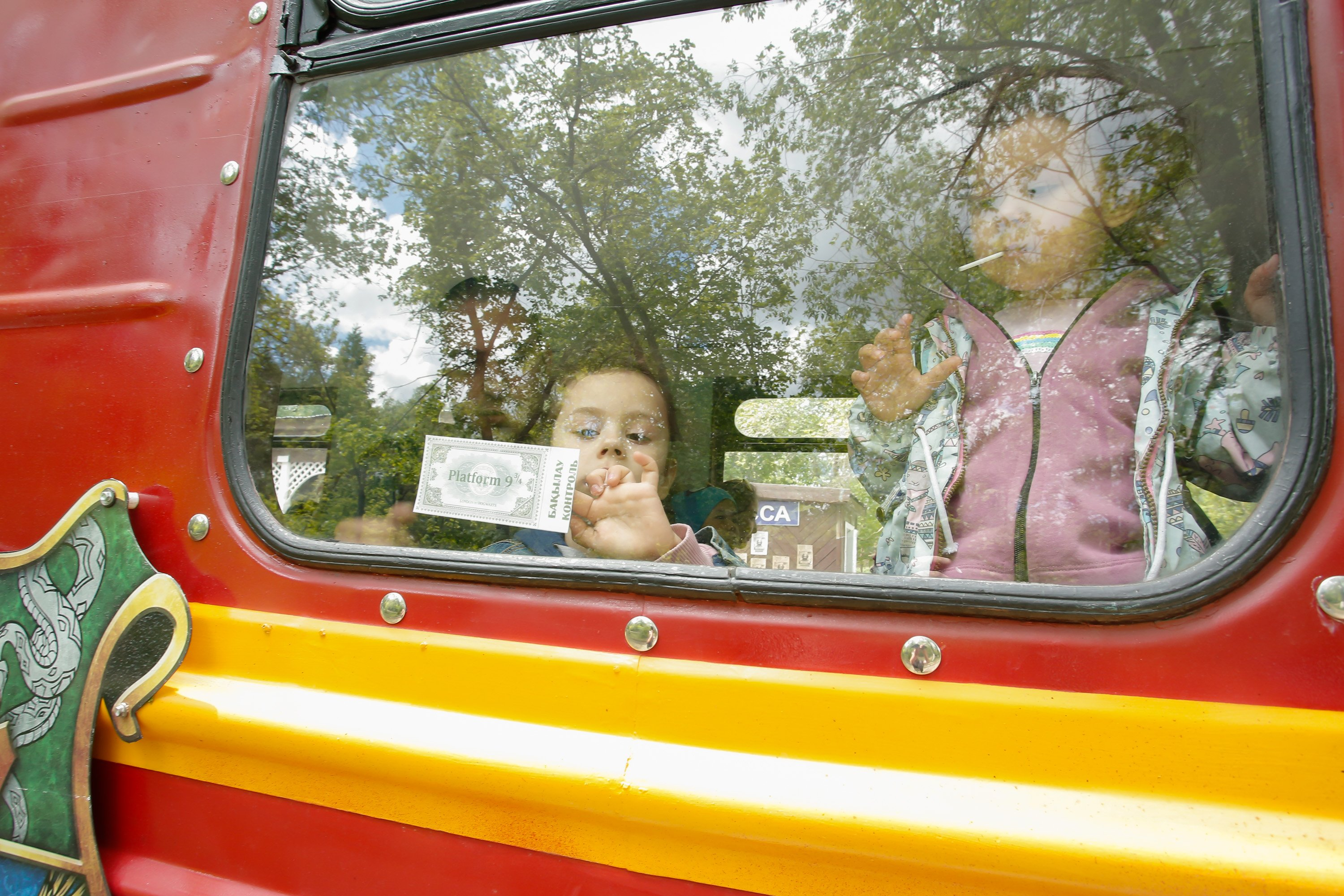
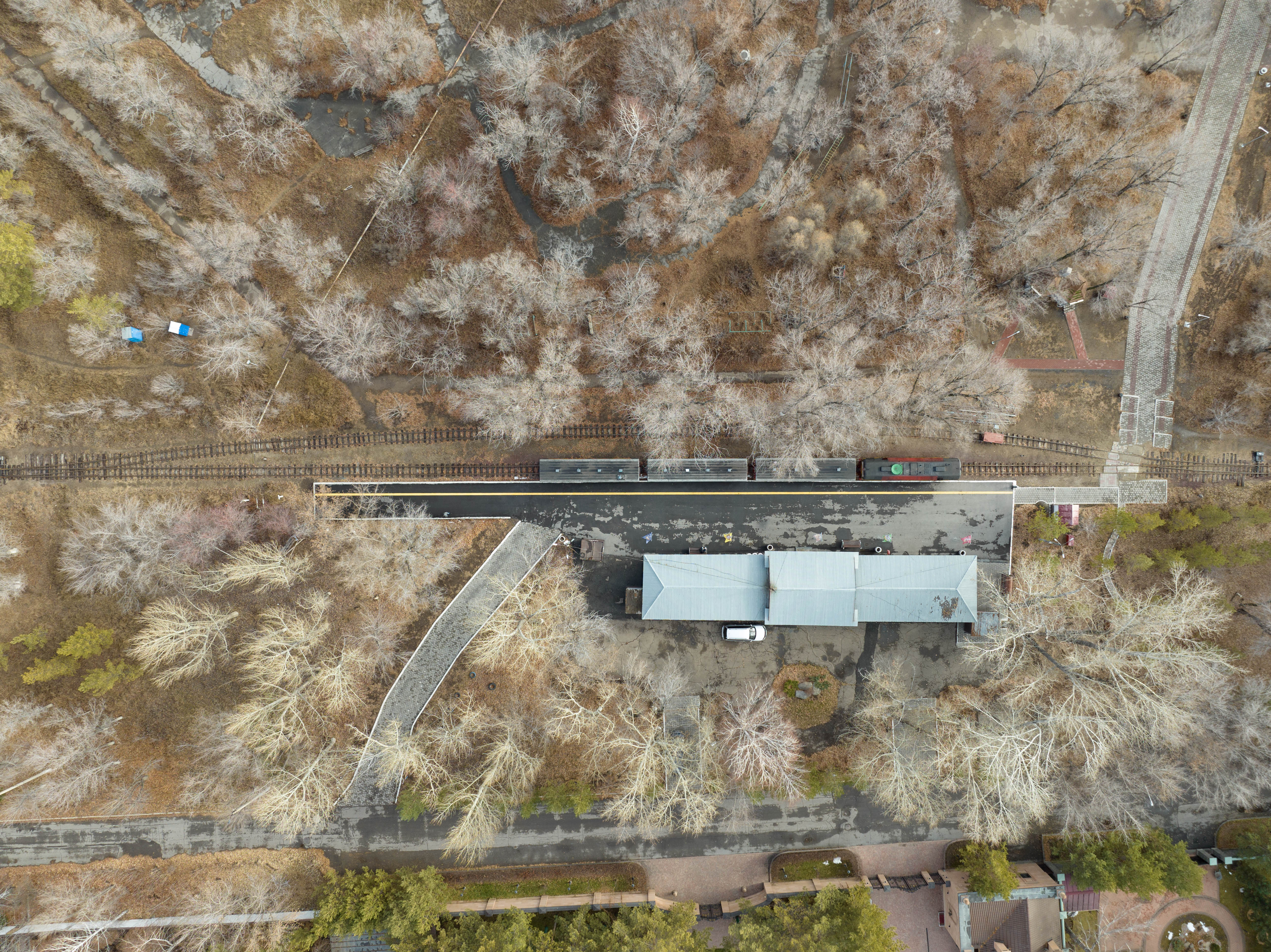
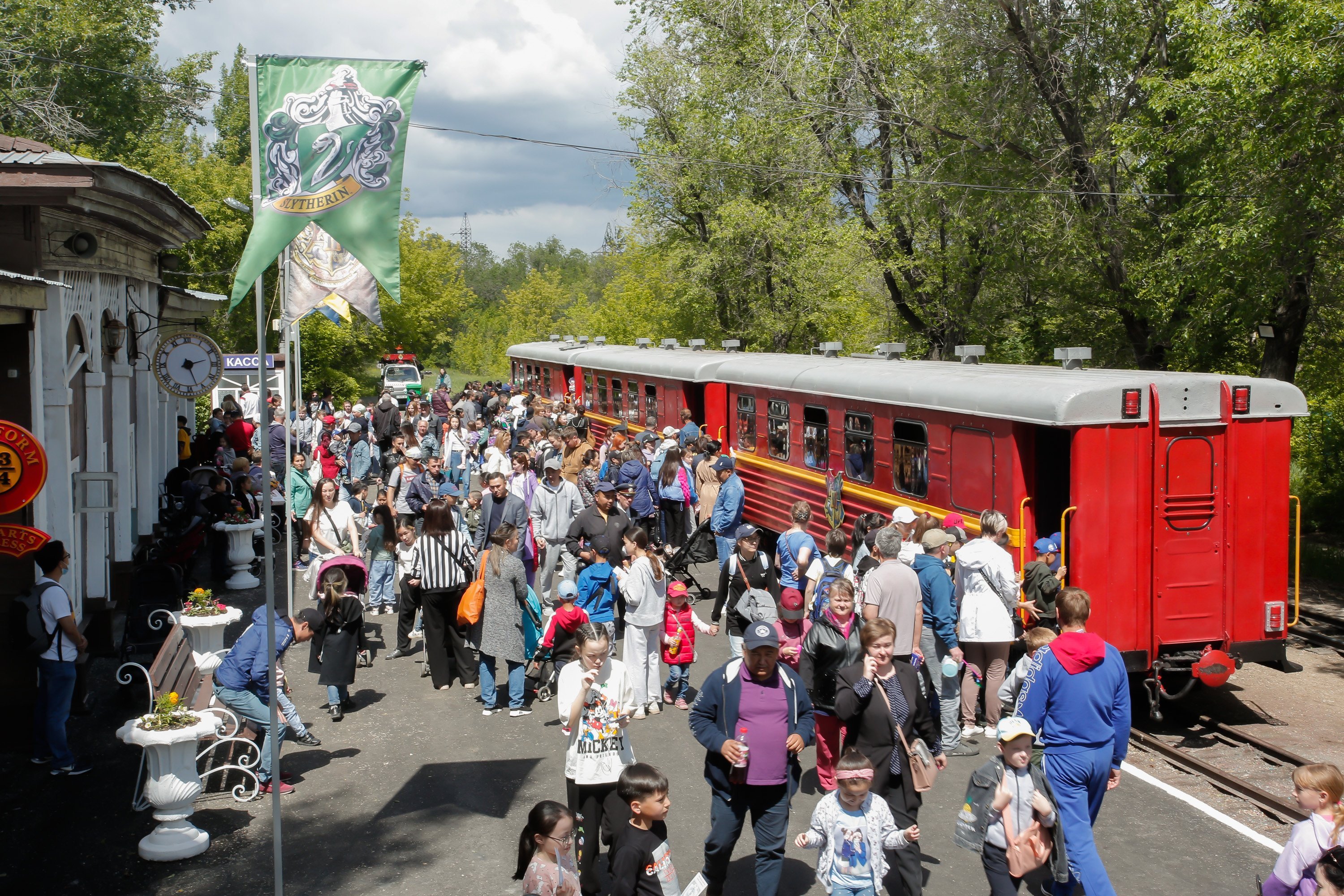
Открытие обновленной ДЖД, центральный парк 2022 год